# Änglar på rymmen
Änglar på rymmen (originaltitel: We're No Angels) är en amerikansk film från 1989 i regi av Neil Jordan.

## Medverkande (i urval)
- Robert De Niro - Ned
- Sean Penn - Jim
- Demi Moore - Molly
- Hoyt Axton - Father Levesque
- Bruno Kirby - Deputy
- Ray McAnally - Warden
- James Russo - Bobby